# Angertal
Das Angertal ist ein Seitental des Gasteinertals bei Bad Hofgastein im Pongau, Land Salzburg. Der Angerbach, der das Tal durchfließt, ist ein etwa 10 Kilometer langes Nebengewässer der Gasteiner Ache.

## Lauf des Angerbachs
Der Angerbach entspringt zahlreichen Quellen im Kargebiet zwischen Silberpfennig (2600 m ü. A.) und Kalkbretterkopf (2600 m ü. A.), im Besonderen am Erzwiesberg (⊙, bei der Silberkarlscharte, dem Übergang zum Oberen Bockhartsee, auch Pochkarsee) in etwa 2.000 m Höhe, als endorheische Entwässerung des Erzwiessees (2174 m ü. A. ⊙), und aus dem Ecklgrubensee (2049 m ü. A. ⊙) bzw. der Lacke am Kalkbretterkopf (2229 m ü. A. ⊙).
Im Kataunergrund, dem hinteren Talgrund (1280 m ⊙), nimmt er den Schattbach von der Mißpickelscharte (2461 m ü. A., Übergang zum Unteren Bockhartsee zwischen Silberpfennig und Zitterauer Tisch) auf, und bei den Schockgütern (⊙), beim heutigen Schizentrum, den Lafennbach (Lafenntal) von der Türchlwand (2577 m ü. A.). Nach etwa 5 Kilometern Talgrund durchfließt er die Angerschlucht (⊙) und verlässt dann das Angertal.
Er mündet bei Gadaunern, einem Ortsteil von Bad Hofgastein, etwa 3 km oberhalb Bad Hofgasteins, in die Gasteiner Ache.

## Erschließung

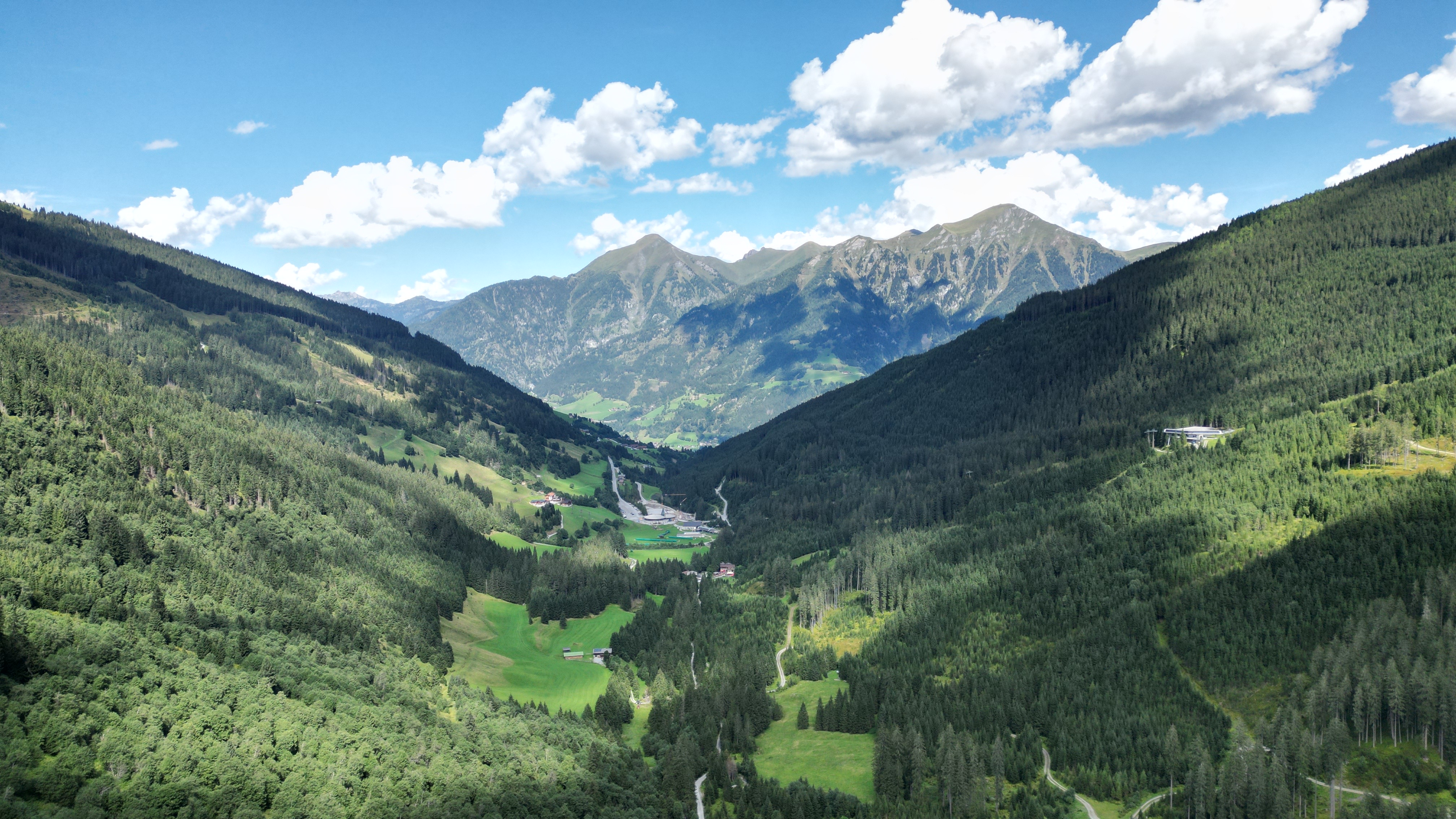
Luftbild des Angertals in Blickrichtung Bad Hofgastein

Das untere Angertal ist eine Almenregion, das obere Tal ein frühindustrielles Bergbaugebiet, in dem Gold und auch Silber gewonnen wurde, wie auch die Flurnamen vielfältig zeigen. Im Bereich des hinteren Talgrunds sind sieben spätmittelalterliche Schmelzen nachgewiesen, drei davon im heute denkmalgeschützten Schmelzofen Angertal, und es finden sich noch ausgedehnte Schlackenhalden. Die Erze wurden im Winter mit Sackzügen (Säcken aus Tierhäuten) aus der Erzwiesregion in den Talgrund transportiert. Noch heute wird Goldwaschen als touristische Attraktion angeboten, und die Knappenwelt Angertal von Verein VIA AUREA aus Böckstein als Montanmuseum geführt.

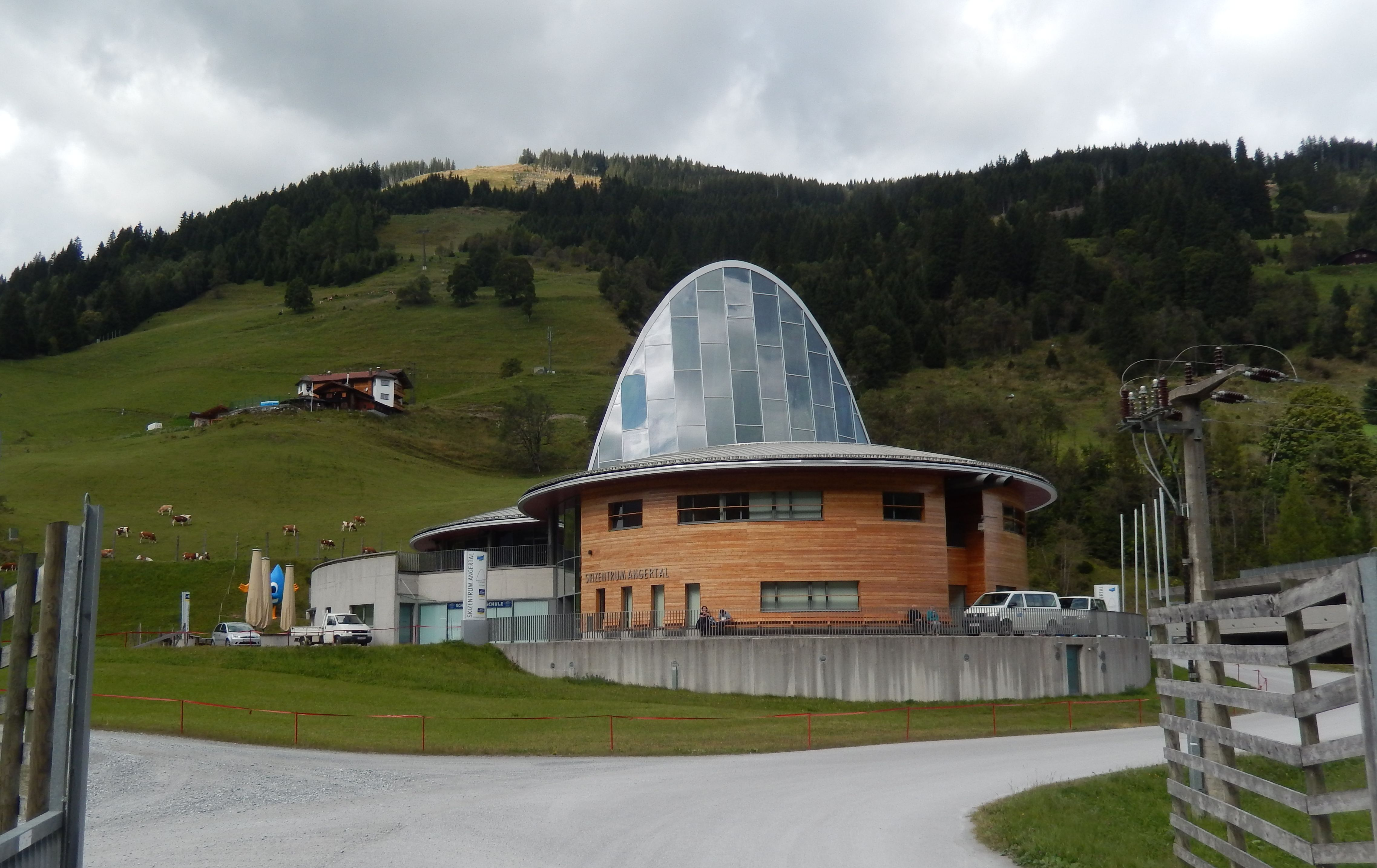
Skizentrum Angertal

Bekannt ist das Angertal auch durch das Skizentrum Angertal (1.175 m, ⊙) der Skischaukel Schloßalm-Angertal-Stubnerkogel des Schiverbunds Ski amadé, von dem aus der Stubnerkogel (2250 m ü. A.) und die Schlossalm (2.050 m) unterhalb der Türchlwand zugänglich sind. Es ist durch eine Straße von Bad Hofgastein aus erreichbar, die auch von Linienbussen im Salzburger Verkehrsverbund bedient wird.
Im Sommer sind zahlreiche Wanderungen zu den oben erwähnten Landmarken möglich, und auch vielfältige Mountainbike-Touren.

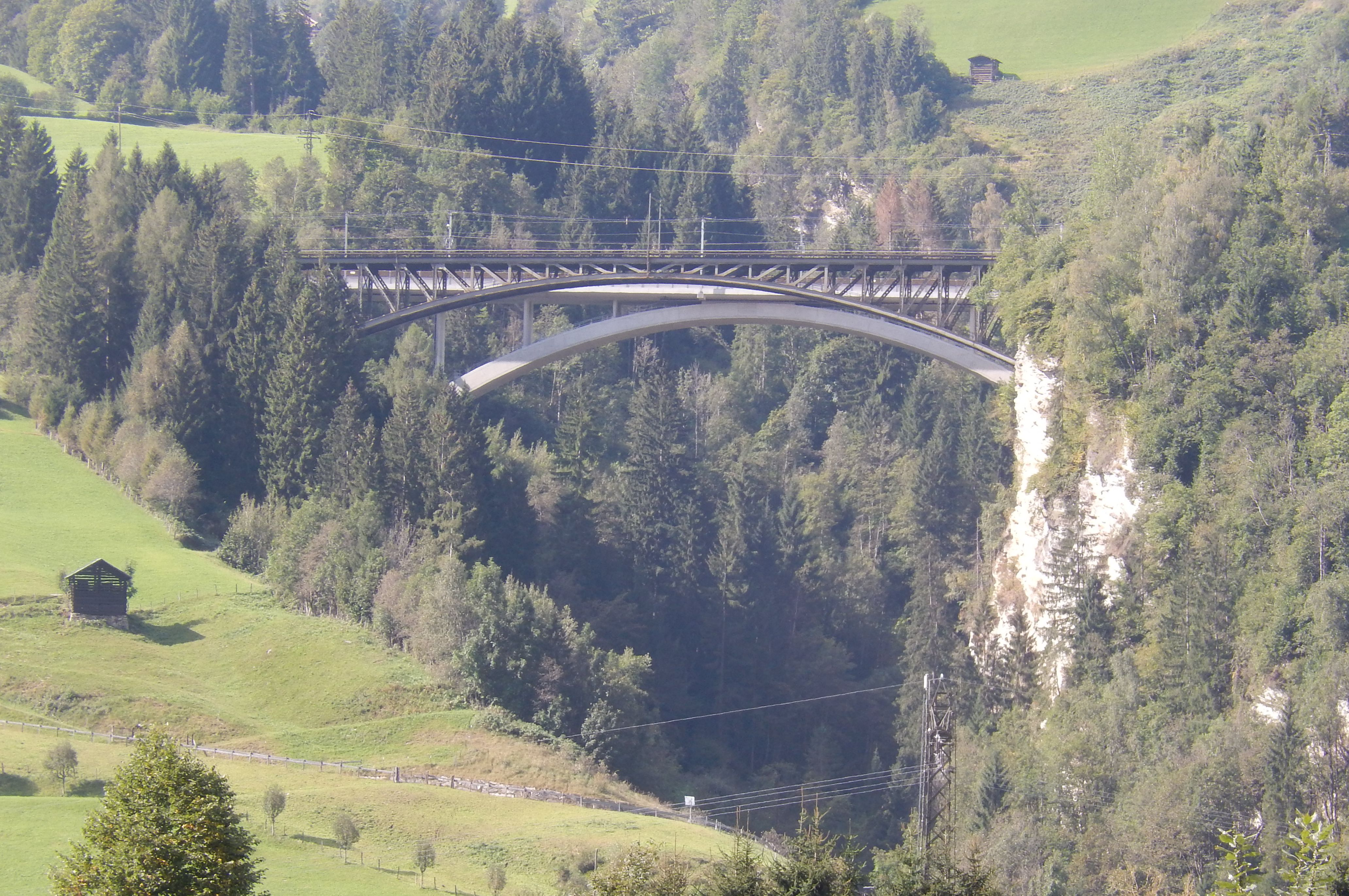
Alte und neue Angerschluchtbrücke

In der Angerschlucht wird der Angerbach für die Kraftwerksgruppe Gasteiner Tal der Salzburg AG angezapft, dort wird er von der Tauernbahn mit der Angerschluchtbrücke ⊙ überspannt, deren Neubau 2016 in Betrieb gegangen ist.
Seit Winter 2009 ist im Angertal ein Rettungshubschrauber von Heli Austria mit dem Rufnamen Martin 9 stationiert. Das im Winter nur aus ein Paar Containern, einem Zelt und einer Helicopter-Transport-Palette bestehende Heliport liegt unterhalb der Selbstversorgungs-Hütte „Anger-Alm“. Weil der Rettungshubschrauber nur im Winter einsatzbereit ist, wird das Heliport im Sommer fast vollständig abgebaut. Nur die Helicopter-Transport-Palette bleibt im Angertal, da Heli-Austria das Heliport manchmal als Ausgangspunkt für Transport-, Montage- und Heli-Loggingflüge einsetzt.